# M102
M102 e галактика от каталога на Месие, която днес не може да бъде идентифицирана еднозначно. Вероятно става въпрос за M101 или NGC5866.